# Trote telefônico

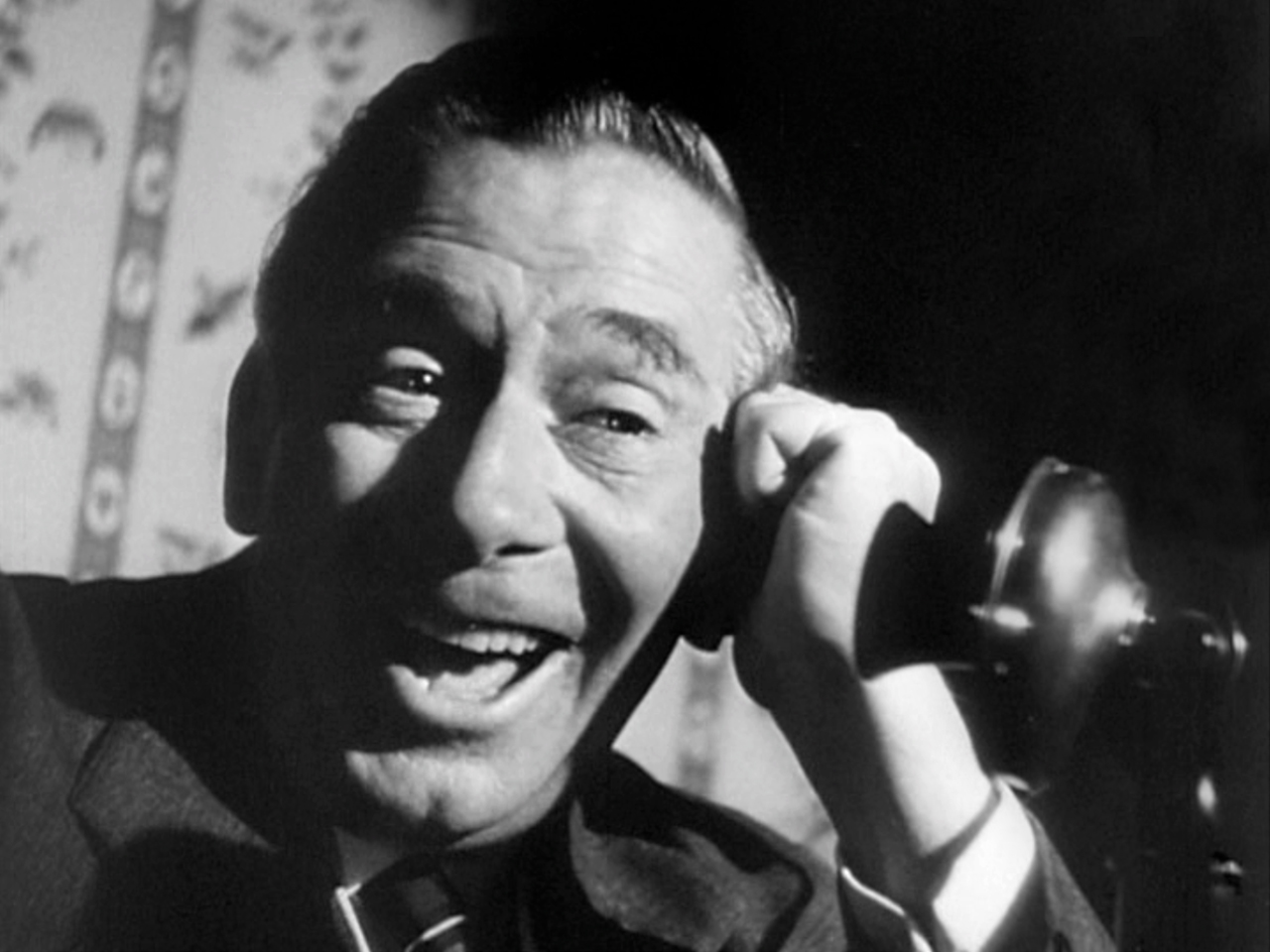

Trote telefônico é uma espécie de pegadinha que se concretiza mediante uma ligação feita com o intuito de satirizar alguém, geralmente de desconhecidos que estão do outro lado da linha.
Especialistas acreditam que a Guerra Fria foi o estopim do trote telefônico, visto que o conflito cientifico entre as potências globais proporcionou um salto tecnológico, principalmente no setor de telecomunicações, transformando o telefone, de uma mera utilidade doméstica, em ícone da cultura pop.

## Na internet
É comum na internet, através de sites como YouTube, 4shared entre outros, a divulgação de trotes telefônicos amadores.
No Brasil, o caso mais conhecido é do advogado Luiz Pareto, que caiu em um trote ao tentar ligar para a extinta companhia telefônica do Rio de Janeiro, a TELERJ. O trote da TELERJ foi um notório trote telefônico que se popularizou em todo o Brasil no final da década de 1990 através de um arquivo MP3 que circulava pela internet. Na gravação, realizada ainda na década de de 1980, o advogado Luiz Pareto, acreditando ligar para a TELERJ, então operadora telefônica do estado do Rio de Janeiro, foi vítima de um trote no qual um grupo de jovens dizia que sua voz era fina, que ele tinha voz de "veado".
| “ | Tem gente que liga aqui para o escritório dizendo que é o advogado fulano de tal, querendo conversar sobre um inventário, e quando eu atendo vejo que é brincadeira. Eu queria descobrir uma maneira de acabar com isso. | ” |

## Rádio
No Brasil, existem três programas de rádio de grande audiência que realizam trotes telefônicos ao vivo. Na rádio Metropolitana FM de São Paulo, o programa Chupim realiza trotes telefônicos ao vivo ligando para anúncios de jornais ou para artistas famosos.
Tal e qual as atuais "pegadinhas" na da televisão, onde as pessoas se divertem com o equívoco e ridículo dos outros o rádio sempre manteve tais programas. Pode-se citar ainda o quadro "171 do ouvinte" do programa Algazarra da Educadora FM, em que os ouvintes tem que passar um trote por 1 minuto, sem que a pessoa que recebe o trote desligue.
No Nordeste, o programa Mução realiza os trotes através de ouvintes que enviam apelidos e telefones das "vítimas" para o apresentador telefonar e chamá-las de apelidos nada amistosos como "Orelha Seca", "Chico Butico", "Cagadinho", "Chico Tuíta", "João Boquinha", "Boca de Cavalo", "Furunco", entre outros.

## Televisão
Na televisão o mais conhecido é o Trote do Santos no Programa do Ratinho que atua no SBT.

## Legalidade
No Brasil, segundo o Código Penal é considerado crime ou contravenção nas seguintes hipóteses:
Interrupção ou perturbação de serviço telegráfico ou telefônico;
- Art. 266 - Interromper ou perturbar serviço telegráfico, telefônico, informático, telemático ou de informação de utilidade pública;[3]
- Pena - detenção, de 1 (um) a 3 (três) anos, e multa.
  - § 1º - Incorre na mesma pena quem interrompe serviço telemático ou de informação de utilidade pública, ou impede ou dificulta-lhe o restabelecimento.
  - § 2º - Aplicam-se as penas em dobro se o crime e cometido por ocasião de calamidade pública.

Comunicação falsa de crime ou de contravenção;
- Art. 340 - Provocar a ação de autoridade, comunicando-lhe a ocorrência de crime ou de contravenção que sabe não se ter verificado:
- Pena - detenção, de 1 (um) a 6 (seis) meses, ou multa.

#### Competência estadual
O Supremo Tribunal Federal (STF) entende que é constitucional leis estaduais que tratem sobre trote telefônico. A proibição e punição de trotes em telefones de emergência já são previstas nas legislações de estados como Paraná, Rio Grande do Sul e São Paulo. Um estudo do Senado apontou que o Brasil registra prejuízo de 1 bilhão de reais por ano com falsas chamadas a serviços de emergência.

Em 2021, o STF decidiu que os Estados podem exigir das operadoras de telefonia os dados da linha telefônica que vier a acionar indevidamente os serviços de emergência. Além de multa e reclusão, é possível perder acesso a programas sociais, ficar impossibilitado de realizar concurso público, ter a linha telefônica suspensa e ser inscrito na dívida ativa em caso de não quitação do débito.